# História da matemática

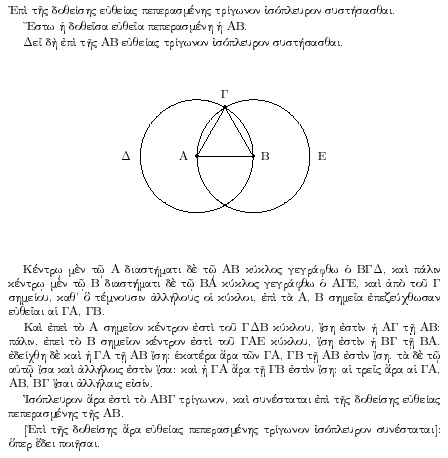
Uma prova dos Elementos de Euclides (c. 300 a.C.), amplamente considerado o livro-texto mais influente de todos os tempos.

A história da matemática trata da origem das descobertas matemáticas e dos métodos e notações matemáticas do passado. Antes da era moderna e da disseminação mundial do conhecimento, exemplos escritos de novos desenvolvimentos matemáticos vieram à luz apenas em alguns locais. A partir de 3000 a.C., os estados mesopotâmicos da Suméria, Acádia e Assíria, seguidos de perto pelo Egito Antigo e o estado levantino de Ebla começaram a usar aritmética, álgebra e geometria para fins de tributação, comércio, trocas e também nos padrões da natureza, no campo da astronomia e para registrar o tempo e formular calendários.
Os primeiros textos matemáticos disponíveis são da Mesopotâmia e Egito – Plimpton 322 (Babilônia c. 2000 – 1900 a.C.), o Papiro de Rhind (Egípcio c. 1800 a.C.) e o Papiro de Moscou (Egípcio c. 1890 a.C.). Todos esses textos mencionam os chamados ternos pitagóricos, portanto, por inferência, o teorema de Pitágoras parece ser o desenvolvimento matemático mais antigo e difundido depois da aritmética e da geometria básicas.
O estudo da matemática como uma "disciplina demonstrativa" começou no século VI a.C. com os pitagóricos, que cunharam o termo "matemática" do grego antigo μάθημα (matema), que significa "sujeito de instrução". A matemática grega refinou muito os métodos (especialmente através da introdução do raciocínio dedutivo e do rigor matemático nas provas) e expandiu o assunto da matemática. Embora não tenham feito virtualmente nenhuma contribuição para a matemática teórica, os antigos romanos usavam a matemática aplicada no levantamento topográfico, engenharia estrutural, engenharia mecânica, contabilidade, criação de calendários lunares e solares, e até artes e ofícios. A matemática chinesa fez contribuições iniciais, incluindo um sistema de valor posicional e o primeiro uso de números negativos. O sistema numérico hindu-arábico e as regras para o uso de suas operações, em uso em todo o mundo hoje, evoluíram ao longo do primeiro milênio d.C. na Índia e foram transmitidos para o mundo ocidental via matemática islâmica através do trabalho de Alcuarismi. A matemática islâmica, por sua vez, desenvolveu e expandiu a matemática conhecida por essas civilizações. Contemporânea com, mas independente dessas tradições, foi a matemática desenvolvida pela civilização maia do México e da América Central, onde o conceito de zero recebeu um símbolo padrão em numerais maias.
Muitos textos gregos e árabes sobre matemática foram traduzidos para o latim a partir do século XII, levando a um maior desenvolvimento da matemática na Europa Medieval. Desde os tempos antigos até a Idade Média, os períodos de descoberta matemática foram frequentemente seguidos por séculos de estagnação. Começando na Itália renascentista no século XV, novos desenvolvimentos matemáticos, interagindo com novas descobertas científicas, foram feitos em um ritmo crescente que continua até os dias atuais. Isso inclui o trabalho inovador de Isaac Newton e Gottfried Wilhelm Leibniz no desenvolvimento do cálculo infinitesimal ao longo do século XVII.

## Pré-história
As origens do pensamento matemático estão nos conceitos de número, padrões na natureza, magnitude e forma. Estudos modernos de cognição animal mostraram que esses conceitos não são exclusivos dos humanos. Tais conceitos teriam feito parte do cotidiano das sociedades de caçadores-coletores. A ideia do conceito de "número" evoluindo gradualmente ao longo do tempo é sustentada pela existência de linguagens que preservam a distinção entre "um", "dois" e "muitos", mas não de números maiores que dois.
O mais antigo artefato matemático conhecido é o osso dos Libombos, datado de aproximadamente 35000 anos A.C.; possivelmente usado para calcular números e medir a passagem do tempo, foi encontrado nos Montes Libombos, no Essuatíni. Outro artefato do tipo é o osso de Ishango, encontrado perto das cabeceiras do rio Nilo (nordeste do Congo-Quinxassa), que pode ter mais de vinte mil anos e consiste em uma série de marcas esculpidas em três colunas que percorrem o comprimento do osso. As interpretações comuns são que o osso de Ishango mostra uma contagem da mais antiga demonstração conhecida de sequências de números primos ou um calendário lunar de seis meses. argumenta que o desenvolvimento do conceito de números primos só poderia ter ocorrido após o conceito de divisão, que ele data depois de dez mil anos a.C., com números primos provavelmente não sendo compreendidos até cerca de 500 a.C. Ele também escreve que "nenhuma tentativa foi feita para explicar por que uma contagem de algo deve exibir múltiplos de dois, números primos entre dez e vinte e alguns números que são quase múltiplos de dez". O osso de Ishango, de acordo com o estudioso Alexander Marshack, pode ter influenciado o desenvolvimento posterior da matemática egípcia, como algumas entradas no osso de Ishango, a aritmética egípcia também fez uso da multiplicação por dois; isso, no entanto, é contestado.
Egípcios pré-dinásticos do 5.º milênio a.C. representavam pictoricamente desenhos geométricos. Alegou-se que os monumentos megalíticos na Inglaterra e na Escócia, datados do 3.º milênio a.C., incorporam ideias geométricas como círculos, elipses e ternos pitagóricos em seu design. No entanto, todos os itens acima são contestados, e os documentos matemáticos indiscutíveis atualmente mais antigos são de fontes egípcias babilônicas e dinásticas.

## Egito
Evidências escritas do uso da matemática datam de pelo menos 3200 a.C. com os rótulos de marfim encontrados na Tumba U-j em Abidos. Esses rótulos parecem ter sido usados como etiquetas para bens funerários e alguns são inscritos com números. Outras evidências do uso do sistema numérico decimal podem ser encontradas no Narmer Macehead, que mostra oferendas de 400 000 bois, 1 422 000 cabras e 120 000 prisioneiros. Evidências arqueológicas sugerem que o antigo sistema de contagem egípcio teve origens na África Subsaariana. Além disso, os desenhos de geometria fractal que são difundidos entre as culturas da África Subsaariana também são encontrados na arquitetura egípcia e nos signos cosmológicos.
A evidência do uso da matemática no Império Antigo (c. 2690–2180 a.C.) é escassa, mas pode ser deduzida de inscrições em uma parede perto de uma mastaba em Meidum que fornece diretrizes para a inclinação da mastaba. As linhas no diagrama estão espaçadas a uma distância de um côvado e mostram o uso dessa unidade de medida.
Os primeiros documentos matemáticos verdadeiros datam da 12.ª Dinastia (c. 1990–1800 a.C.). O Papiro de Moscou, o Rolo de Couro Matemático Egípcio, o Papiro de Lahun, que fazem parte da coleção muito maior de Papiros de Kahun e o Papiro 6619 de Berlim, todos datam desse período. O Papiro de Rhind que data do Segundo Período Intermédio (c. 1650 a.C.) é baseado em um texto matemático mais antigo da 12.ª dinastia.
O papiro de Moscou e o papiro de Rhind são os chamados textos de problemas matemáticos. Eles consistem em uma coleção de problemas com soluções. Esses textos podem ter sido escritos por um professor ou aluno envolvido na resolução de problemas típicos de matemática.
Uma característica interessante da matemática egípcia antiga é o uso de frações unitárias. Os egípcios usavam alguma notação especial para frações como ⁠1/2⁠, ⁠1/3⁠ e ⁠2/3⁠ e em alguns textos para ⁠3/4⁠, mas outras frações foram todas escritas como frações unitárias da forma ⁠1/n⁠ ou somas dessas frações unitárias. Os escribas usavam tabelas para ajudá-los a trabalhar com essas frações. O Rolo de Couro Matemático Egípcio, por exemplo, é uma tabela de frações unitárias que são expressas como somas de outras frações unitárias. O Papiro de Rhind e alguns dos outros textos contêm ⁠2/n⁠ tabelas. Essas tabelas permitiam que os escribas reescrevessem qualquer fração da forma ⁠1/n⁠ como uma soma de frações unitárias.

## Grécia
A matemática grega clássica ou matemática da Grécia Antiga é a matemática escrita em grego dentre ~600 a.C. (época em que viveu Tales de Mileto) até o fechamento da Academia de Platão em 529 d.C.
Egípcios, babilônicos e chineses, muito antes do século VI a.C., já eram já capazes de efetuar cálculos e medidas de ordem prática com grande precisão. Foram os gregos, no entanto, que introduziram o método axiomático: as rigorosas provas dedutivas e o encadeamento sistemático de teoremas demonstrativos que tornaram a Matemática uma ciência.

## China
A matemática na China surgiu de forma independente por volta do século XI a.C. Os chineses desenvolveram de forma independente números muito grandes e negativos, decimais, um sistema decimal de valor posicional, um sistema binário, álgebra, geometria e trigonometria.
Os matemáticos chineses antigos fizeram avanços no desenvolvimento de algoritmos e na álgebra. Enquanto a matemática grega declinou no oeste durante os tempos medievais, a conquista da álgebra chinesa alcançou o auge no século XIII, quando Zhu Shijie inventou o método de quatro incógnitas.

## Índia
A matemática indiana surgiu no subcontinente indiano a partir de 1 200 a.C.  e desenvolveu-se relativamente isolada, sem influência exterior, mas exportando seu conhecimento, até o final do século XVII. No período clássico da matemática indiana (400 a 1600), importantes contribuições foram feitas por estudiosos como Ariabata, Brahmagupta, Mahavira, Bhaskara II, Madhava de Sangamagrama e Nilakantha Somayaji. O sistema de numeração decimal em uso hoje  foi primeiramente registrado na matemática indiana. Matemáticos indianos fizeram contribuições iniciais para o estudo do conceito de zero como um número,  números negativos,  aritmética e álgebra. Além disso, trigonometria era mais avançada na Índia, e, em particular, as definições modernas de seno e cosseno foram desenvolvidas lá. Estes conceitos matemáticos foram transmitidos para o Oriente Médio, China e Europa  e levaram a novos desenvolvimentos que agora formam os fundamentos de muitas áreas da matemática.
Trabalhos matemáticos indianos antigos e medievais, todos compostas em sânscrito, geralmente consistiam de uma seção de sutras em que um conjunto de regras ou problemas eram apresentadas com grande economia nos versos, a fim de ajudar a memorização por um estudante. Isto era seguido por uma segunda seção que consistia de um comentário em prosa (às vezes vários comentários de diferentes estudiosos) que explicavam o problema mais detalhadamente e apresentavam uma justificação para a solução. Na seção prosa, a forma (e, portanto, sua memorização) não era considerada tão importante quanto as ideias envolvidas. Todos os trabalhos matemáticos foram transmitidos oralmente até cerca de 500 a.C.; depois, foram transmitidos oralmente e em forma manuscrita. O mais antigo documentos matemático produzido existente no subcontinente indiano é a casca de bétula Manuscrito Bakhshali, descoberto em 1881 na aldeia de Bakhshali, perto de Pexauar (atual Paquistão) e é provável que seja do século VII.

## Impérios islâmicos
A matemática islâmica, durante a Era de Ouro do Islam, principalmente durante os séculos IX e X, foi baseada na matemática grega (Euclides, Arquimedes, etc) e também na matemática indiana (Aryabhata, Brahmagupta). 
Com a consolidação da dinastia Abássida ao conquistar o apoio religioso, além da construção de Bagdá, que viria a ser a nova capital, os califas buscaram a manutenção do poder através da valorização do conhecimento. Adquiriu-se a tecnologia do papel, proveniente da China, o que fomentou a disseminação de manuscritos e enraizou a cultura dos livros entre o povo árabe. 
Aos poucos, o grego foi sendo substituído pelo árabe como a língua universal de pesquisa científica, as universidades começaram a surgir e a Casa da Sabedoria foi criada. 
Neste período, foi feito um importante progresso, como o desenvolvimento do sistema posicional decimal, que inclui a ideia de frações, o primeiro estudo sistematizado da álgebra e avanços na geometria e trigonometria.

### Geral
- Aaboe, Asger (1964). Episodes from the Early History of Mathematics. New York: Random House
- Bell, E.T. (1937). Men of Mathematics. [S.l.]: Simon and Schuster
- Burton, David M. The History of Mathematics: An Introduction. McGraw Hill: 1997.
- Grattan-Guinness, Ivor (2003). Companion Encyclopedia of the History and Philosophy of the Mathematical Sciences. [S.l.]: The Johns Hopkins University Press. ISBN 978-0-8018-7397-3
- Kline, Morris. Mathematical Thought from Ancient to Modern Times.
- Struik, D.J. (1987). A Concise History of Mathematics, fourth revised edition. Dover Publications, New York.

### Livros de um período específico
- Gillings, Richard J. (1972). Mathematics in the Time of the Pharaohs. Cambridge, MA: MIT Press
- Heath, Sir Thomas (1981). A History of Greek Mathematics. [S.l.]: Dover. ISBN 978-0-486-24073-2
- van der Waerden, B.L., Geometry and Algebra in Ancient Civilizations, Springer, 1983, ISBN 0-387-12159-5.

### Livros de um tópico específico
- Corry, Leo (2015), A Brief History of Numbers, ISBN 978-0198702597, Oxford University Press
- Hoffman, Paul (1998). The Man Who Loved Only Numbers: The Story of Paul Erdős and the Search for Mathematical Truth. [S.l.]: Hyperion. ISBN 0-7868-6362-5
- Menninger, Karl W. (1969). Number Words and Number Symbols: A Cultural History of Numbers. [S.l.]: MIT Press. ISBN 978-0-262-13040-0
- Stigler, Stephen M. (1990). The History of Statistics: The Measurement of Uncertainty before 1900. [S.l.]: Belknap Press. ISBN 978-0-674-40341-3

### Documentários
- BBC (2008). The Story of Maths.
- Renaissance Mathematics, BBC Radio 4 discussion with Robert Kaplan, Jim Bennett & Jackie Stedall (In Our Time, Jun 2, 2005)

### Material educacional
- MacTutor History of Mathematics archive(John J. O'Connor and Edmund F. Robertson; University of St Andrews, Scotland). An award-winning website containing detailed biographies on many historical and contemporary mathematicians, as well as information on notable curves and various topics in the history of mathematics.
- History of Mathematics Home Page(David E. Joyce; Clark University). Articles on various topics in the history of mathematics with an extensive bibliography.
- The History of Mathematics(David R. Wilkins; Trinity College, Dublin). Collections of material on the mathematics between the 17th and 19th century.
- Earliest Known Uses of Some of the Words of Mathematics(Jeff Miller). Contains information on the earliest known uses of terms used in mathematics.
- Earliest Uses of Various Mathematical Symbols(Jeff Miller). Contains information on the history of mathematical notations.
- Mathematical Words: Origins and Sources(John Aldrich, University of Southampton) Discusses the origins of the modern mathematical word stock.
- Biographies of Women Mathematicians(Larry Riddle; Agnes Scott College).
- Mathematicians of the African Diaspora(Scott W. Williams; University at Buffalo).
- Notes for MAA minicourse: teaching a course in the history of mathematics. (2009)(V. Frederick Rickey & Victor J. Katz).